# Eurofighter GmbH
Eurofighter GmbH är ett multinationellt företag, grundat 1986 i Tyskland. Företaget är registrerat och baserat där. Företaget koordinerar produktionen av Eurofighter Typhoon.